# Ma Sichun
Ma Sichun (chino simplificado: 马思纯, chino tradicional: 馬思純, Pinyin: Mǎ Sīchún) conocida artísticamente como Sandra Ma, es una actriz china.

## Biografía
Es hija de Jiang Wenjuan (蒋文娟), su tía es la actriz china Jiang Wenli.
Estudió en la Universidad de Comunicación de China (inglés: "Communication University of China").
Es buena amiga de la actriz Zhou Dongyu.
En mayo de 2017 comenzó a salir con el actor chino Oho Ou, sin embargo en el 2018 anunciaron que habían terminado.

## Carrera
Es miembro de la agencia "Easy Entertainment".
En el 2001 apareció en la serie The Grand Mansion Gate donde dio vida a la pequeña Bai Yuting, la hija de Bai Yingxuan (Bi Yanjun). Su tía Jiang Wenli interpretó a Yuting de adulta.
El 15 de octubre del 2014 se unió al elenco de la serie Love Me If You Dare donde interpretó a Jian Yao (Jenny), una joven con un gran sentido de justicia y muy observadora, que es profundamente influenciada por su padre, un veterano oficial de la policía de investigaciones criminales que murió en servicio, que comienza a trabajar para el psicólogo criminalista Bo Jinyan (Wallace Huo), hasta el final de la serie en enero del 2016.
Ese mismo año se unió al elenco recurrente de la serie The Empress of China donde dio vida a Helan Minyue, un miembro del harén del Emperador Gaozong (Aarif Rahman).
En el 2015 se unió al elenco recurrente de la serie The Legend of Mi Yue donde interpretó a Wei Yi, un miembro del Estado Qin.
El 25 de octubre del 2017 se unió al elenco principal de la serie Oh My General donde dio vida a Ye Zhao, una joven guerrera con excelentes habilidades en artes marciales, que se disfraza de hombre para tomar el lugar de su padre en el ejército, convirtiéndose en un general consumado, hasta el final de la serie en diciembre del mismo año.
En 2018 se unió al elenco de la película Detective Dee: The Four Heavenly Kings donde interpretó a Shui Yue.
El 17 de septiembre del mismo año se unió al elenco principal de la serie Age of Legends donde dio vida a Hu Rong, una oficial de la policía y la hija adoptiva de Hu Yaojing (Wu Gang), el comisionado de policía, hasta el final de la serie el 12 de octubre del mismo año.
En marzo del 2019 obtuvo su primera figura de cera en el museo "Madame Tussauds Shanghai".
En julio del mismo año se unió al elenco principal de la serie Mr. Fighting (también conocida como "Keep Going, You’re the Best") donde dio vida a Fu Zi, una joven desempleada y con sobrepeso, hasta el final de la serie el 25 de agosto del mismo año.
El 15 de noviembre del mismo apareció como parte del elenco principal de la película Somewhere Winter donde interpretó a Xiao An.
El 11 de mayo de 2021 se unirá al elenco principal de la serie You Are My Hero (también conocida como "Love To Be Loved By You") donde dará vida a la doctora Mi Ka.

## Filmografía

### Series de televisión
| Año             | Título                     | Personaje             | Notas        |
| --------------- | -------------------------- | --------------------- | ------------ |
| 2021 - presente | You Are My Hero            | Dra. Mi Ka            |              |
| 2019            | Mr. Fighting               | Fu Zi                 | 44 episodios |
| 2018            | Age of Legends             | Hu Rong               | 47 episodios |
| 2017            | Oh My General              | Ye Zhao               | 60 episodios |
| 2016            | Seventeen Blue             | Vivi                  |              |
| 2015            | The Legend of Mi Yue       | Wei Yi                |              |
| 2015            | Love Me If You Dare        | Jian Yao              | 24 episodios |
| 2014            | The Empress of China       | Helan Minyue          |              |
| 2014            | Love Is the Most Beautiful | Ma Xiaocan            |              |
| 2014            | Mysterious Summer          | Ye Misheng            |              |
| 2013            | Fiancee                    | Lan Xiaoyi            | 36 episodios |
| 2012            | Refresh 3+7                | Xiaomiao              |              |
| 2011            | Modern New Human           | Wen Xue               |              |
| 2010            | Lover                      | Sichun                |              |
| 2001            | The Grand Mansion Gate     | Bai Yuting (de joven) |              |

### Películas
| Año  | Título                                 | Personaje      | Notas                                                                  |
| ---- | -------------------------------------- | -------------- | ---------------------------------------------------------------------- |
| 2020 | Love After Love                        | Ge Wei Long    | junto a Eddie Peng, Janine Chang, Karlina Zhang y Yin Fang             |
| 2020 | Wild Grass                             | Yun Qiao       | junto a Zhong Chuxi y Huang Jingyu                                     |
| 2019 | Somewhere Winter                       | Xiao An        | junto a Wallace Huo, Wei Daxun, Lin Bohong y Zhang Yao                 |
| 2018 | The Shadow Play                        | Xiao Nuo       | junto a Jing Boran, Qin Hao, Song Jia y Michelle Chen                  |
| 2018 | Detective Dee: The Four Heavenly Kings | Shui Yue       | junto a Mark Chao, Feng Shaofeng, Lin Gengxin, Carina Lau y Ethan Juan |
| 2018 | Nuts                                   | Zhu Zhu        | junto a Li Xian, Zhang Ruoyun, Li Xiaoyun y Liu Mintao                 |
| 2017 | Goldbuster                             | -              | junto a Sandra Ng, Francis Ng, Alex Fong, Shen Teng y Zhang Yi         |
| 2016 | Soul Mate                              | Lin Qiyue      | junto a Zhou Dongyu, Toby Lee y Ping Li                                |
| 2016 | Time Raiders                           | A Ning         | junto a Luhan, Jing Boran, Wang Jingchun y Mallika Sherawat            |
| 2015 | Saving Mr. Wu                          | -              | junto a Andy Lau, Liu Ye, Wu Ruofu, Wang Qianyuan y Lam Suet           |
| 2015 | The Left Ear                           | Li Bala        | junto a Chen Duling, Yang Yang, Oho Ou y Guan Xiaotong                 |
| 2014 | Baixiang                               | Joven Lan      |                                                                        |
| 2014 | One Minute More                        | Madre de Dazhi |                                                                        |
| 2012 | Time Flies Soundlessly                 | Yang Duoduo    |                                                                        |
| 2010 | Lan                                    | Xiaocui        | junto a Yao Jun, Zhu Yinuo y Zhu Xu                                    |
| 2008 | Lost                                   | Qingqing       |                                                                        |
| 1995 | The Winter of Three Persons            | -              |                                                                        |

### Programas de variedades
| Año                          | Programa                              | Notas                                                 |
| ---------------------------- | ------------------------------------- | ----------------------------------------------------- |
| 2019 - presente              | I Am An Actor                         | miembro                                               |
| 2015, 2016, 2017, 2018, 2019 | Happy Camp (快乐大本营)               | 10 episodios - invitada                               |
| 2019                         | 智造将来                              |                                                       |
| 2018                         | PhantaCity (幻乐之城)                 | (ep. #2) - invitada                                   |
| 2018                         | 马思纯的悬疑世界                      |                                                       |
| 2018                         | Good Will Hunting (心灵捕手)          | (ep. #2) - invitada                                   |
| 2018                         | 理娱客第二季                          |                                                       |
| 2018                         | Who's the Keyman? (我是大侦探)        | (ep. #2-12) - miembro                                 |
| 2018                         | The Sound (声临其境)                  | invitada                                              |
| 2017                         | 明星说                                |                                                       |
| 2017                         | U Can U BIBI: Season 4 (奇葩说第四季) | (ep. #17-18) - invitada                               |
| 2016                         | Chef Nic S3 (十二道锋味第三季)        | (ep. #3.01) - invitada - junto a Shu Qi y Zhou Dongyu |
| 2016                         | 摩登派                                |                                                       |
| 2016                         | Keep Running (奔跑吧)                 | (ep. #21) - invitada                                  |

### Revistas / sesiones fotográficas
| Año        | Título                                | Notas                                        |
| ---------- | ------------------------------------- | -------------------------------------------- |
| 2020       | 时尚 EYE Magazine                     |                                              |
| 2020       | ELLE China                            | junto a Jiang Wenli - (publicación de julio) |
| 2020       | Trendshealth China                    | (publicación de abril)                       |
| 2020       | Nylon China                           | (publicación de marzo)                       |
| 2019       | Vogue Film - Autumn/Winter 2019       | (versión en línea)                           |
| 2019       | Gabrielle Chanel Perfume x ELLE China |                                              |
| 2019       | Rayli HerStyle China                  | (publicación de octubre)                     |
| 2019       | Cosmopolitan China                    | (publicación de octubre)                     |
| 2019       | Qeelin Jewelry                        |                                              |
| 2019       | ELLE x Chanel - "Love Present"        |                                              |
| 2019       | Vogue (服饰与美容)                    | [ 15 ]                                       |
| 2018       | So Figaro (费加罗周刊)                |                                              |
| 2018       | Marie Claire (嘉人)                   |                                              |
| 2018       | GRAZIA (红秀)                         |                                              |
| 2018       | Yoho Girl                             |                                              |
| 2018       | Bella (侬侬)                          |                                              |
| 2018       | BAZAAR (时尚芭莎)                     |                                              |
| 2018       | COSMOPOLITAN (时尚)                   |                                              |
| 2017, 2018 | L'OFFICIEL (时装)                     |                                              |
| 2016, 2017 | OK! (精彩)                            |                                              |
| 2016       | SUMMER (纯)                           |                                              |
| 2016       | iWeekly (周末画报)                    |                                              |
| -          | 晴空                                  |                                              |
| -          | BAZAAR Jewelry (芭莎珠宝)             |                                              |
| -          | CHIC (小资)                           |                                              |
| -          | FEMINA (伊周)                         | junto a Zhou Dongyu                          |
| -          | Citta Bella (侬侬)                    |                                              |
| -          | FireBible                             |                                              |
| -          | 瑞丽伊人风尚                          |                                              |
| -          | 我们的街拍时刻                        |                                              |

### Eventos
| Año  | Título                                    | Notas     |
| ---- | ----------------------------------------- | --------- |
| 2019 | Sina Weibo's - Most Beautiful Performance |           |
| 2019 | Vogue China - Annual Fashion Film Gala    |           |
| 2019 | Olay New Product Launch Event             | en Dalian |

### Embajadora
| Año    | Título          | Notas                |
| ------ | --------------- | -------------------- |
| 2019 - | Chanel Perfumes | Embajadora de Imagen |
| 2019   | Belle Brand     | Portavoz             |

## Discografía

### Sencillos
| Año  | Canción                                | Álbum                                                      | Notas                                             |
| ---- | -------------------------------------- | ---------------------------------------------------------- | ------------------------------------------------- |
| 2020 | Hello 2020                             | Interpretación durante el "CCTV Spring Festival Gala 2020" | junto a Li Qin, Zhou Dongyu, Li Xian y Zhu Yilong |
| 2019 | Suddenly I Wanna Love You (突然想爱你) | OST de "Mr. Fighting"                                      | junto a Deng Lun                                  |
| 2019 | Thumbs Up to the New Era               | Interpretado en los 34th Hundred Flowers Awards            | junto a Liu Haoran, Zhou Dongyu y Du Jiang        |
| 2017 | For My 17-year-old Self (给17岁的自己) | OST de "Secret Fruit"                                      | junto a varios artistas                           |

### Otras canciones
| Año  | Título        | Álbum                                                  | Notas                                                                                                 |
| ---- | ------------- | ------------------------------------------------------ | --- |
| 2020 | Love’s Bridge |                                                        | junto a otros artistas - (canción de apoyo para las personas que está luchando contra el coronavirus) |
| 2020 | 战疫          | Lanzado por China Federation of Literary & Art Circles | (Canción y mensajes para apoyar a quienes luchan contra el coronavirus) - junto a otros artistas      |

## Premios y nominaciones
| Año  | Categoría                          | Premio                                         | Trabajo                | Resultado |
| ---- | ---------------------------------- | ---------------------------------------------- | ---------------------- | --------- |
| 2018 | Best Actress (Ancient Drama)       | 24th Huading Award                             | Oh My General          | Nominada  |
| 2018 | Best Actress                       | 34th Hundred Flowers Award                     | Soul Mate              | Nominada  |
| 2017 | Society Award                      | 16th Golden Phoenix Award                      | The Left Ear           | Ganó      |
| 2017 | Best Actress                       | 2nd Golden Screen Award                        | Soul Mate              | Ganó      |
| 2017 | Best Actress                       | 17th Chinese Film Media Award                  | Soul Mate              | Nominada  |
| 2017 | Best Actress                       | 8th China Film Director's Guild Award          | Soul Mate              | Nominada  |
| 2017 | Best Actress                       | 24th Beijing College Student Film Festival     | Soul Mate              | Nominada  |
| 2017 | Best Actress                       | 36th Hong Kong Film Award                      | Soul Mate              | Nominada  |
| 2016 | Best Actress (junto a Zhou Dongyu) | 53rd Golden Horse Award                        | Soul Mate              | Ganaron   |
| 2015 | Best Supporting Actress            | 52nd Golden Horse Award                        | The Left Ear           | Nominada  |
| 2015 | Best New Actress                   | 10th Chinese Young Generation Film Forum Award | The Left Ear           | Ganó      |
| 2013 | Newcomer Award                     | 14th Golden Phoenix Award                      | Time Flies Soundlessly | Ganó      |